# Le Retour d'Ulysse (Pinturicchio)
Pour les articles homonymes, voir Le Retour d'Ulysse.
Le Retour d'Ulysse – ou Pénélope et les soupirants – est une fresque isolée (124 × 146 cm) du peintre italien Pinturicchio, datable de 1508 à 1509 et conservée à la National Gallery de Londres. Elle provient du Salone del Palazzo del Magnifico à Sienne, résidence de Pandolfo Petrucci. 

## Histoire
À l'occasion du mariage du fils aîné Borghese Petrucci avec Vittoria Piccolomini le 22 septembre 1509, le Magnifico Pandolfo Petrucci avait richement décoré la salle de son nouveau palais de Sienne, sollicitant les meilleurs maîtres présents dans la ville, dont Luca Signorelli, Girolamo Genga et Pinturicchio . 
Pinturicchio, en particulier, s’occupa du plafond, inspiré par la voûte dorée de la Domus Aurea, qui se trouve maintenant au Metropolitan Museum, et au moins deux fresques sur les murs, détachées vers 1840 et ramenées par le biais des collections de Joly de Bammeville au musée de Londres. Ils représentent La Réconciliation de Coriolan, qui a fait allusion au thème de la transition dynastique entre père et fils et au Retour d'Ulysse. 

## Description et style
Dans la chambre de Pénélope, Télémaque apparaît au premier plan, suivi de Proci, l'un des prétendants de Pénélope, surpris, et de son père Ulysse (encore sur le seuil), qui surprend sa mère en train de tisser la toile légendaire. Au-delà de la fenêtre se trouve un paysage dans lequel sont évoquées certaines des aventures du voyage d'Ulysse : l'île de Circé, les Sirènes et le naufrage. La scène cache des allusions à la vie politique de l’époque, avec les pièges qui symbolisent les dangers passés par Sienne aux mains de César Borgia, sur le point de la conquérir, et Ulysse serait Pandolfo Petrucci lui-même, fraîchement exilé, attendu par son fils, ce qui est en fait arrivé en 1503. 
Le cadrage en perspective est bien proportionné, les grandes figures dénotent la monumentalité atteinte par Pinturicchio dans sa dernière phase artistique. Malgré les dommages causés à la surface picturale, de nombreux détails sont conservés avec soin, tels que l’arc et le carquois d’Ulysse accrochés au métier à tisser, des bijoux et des vêtements précieux, ou encore le naturalisme vivant, comme la femme de chambre et le chat jouant avec la balle au premier plan. 